# 33 Komenda Odcinka Bełz
33 Komenda Odcinka Bełz – samodzielny pododdział Wojsk Ochrony Pogranicza.

## Formowanie i zmiany organizacyjne
33 Komenda Odcinka sformowana została w 1945 w strukturze 7 Oddziału Ochrony Pogranicza. We wrześniu 1946 odcinek wszedł w skład Lubelskiego Oddziału WOP nr 7.
W 1948, na bazie 33 Komendy Odcinka sformowano Samodzielny Batalion Ochrony Pogranicza nr 27.
W 1951 została wytyczona nowa linia graniczna. Zaistniała potrzeba przeniesienia strażnic. Strażnica Tudorkowice przeniesiona została do m. Dołhobyczów, strażnica Krystynopol do m. Dłużniów, strażnica Żużel do m. Korczmin, strażnica Uchnów do m. Ulików.

## Struktura organizacyjna
Dyslokacja 33 Komendy Odcinka przedstawiała się następująco :
- komendantura odcinka i pododdziały sztabowe – Bełz
- 150 strażnica – Bełz (Tudorkowice)
- 151 strażnica – Bełz
- 152 strażnica – Żużel
- 153 strażnica – Uhnów

## Dowódcy komendy odcinka
- mjr Nikifor Reklun – 1946[5]
- mjr Bakłan – 16.04.46 został uprowadzony[6]